# Patrik Räfling
Patrik Räfling – szwedzki perkusista. Najpierw występował w zespole Megaslaughter. Następnie przeszedł do grupy Highlander, która po pewnym czasie zmieniła nazwę na Lost Horizon. W latach 1997–1999 grał w zespole powermetalowym Hammerfall. Występował także w projekcie Stefana Elmgrena Full Strike.

## Dyskografia
Megaslaughter
- 1991 Calls from the Beyond

Hammerfall
- 1997 Glory to the Brave
- 1998 Legacy of Kings

Stefanem Elmgrenem
- 2002 We Will Rise